# St. Petersburg White Nights 2007
Die St. Petersburg White Nights 2007 im Badminton fanden in Gattschina bei Sankt Petersburg vom 11. bis zum 15. Juli 2007 statt. Das Preisgeld betrug 15.000 US-Dollar.

## Austragungsort
- Sporthalle PINF, Ul. Krupskaja 11

## Finalergebnisse
| Disziplin    | Sieger                               | Finalist                      | Ergebnis          |
| ------------ | ------------------------------------ | ----------------------------- | ----------------- |
| Herreneinzel | Stanislaw Pukhov                     | Bobby Milroy                  | 24:22 11:21 21:19 |
| Dameneinzel  | Kanako Yonekura                      | Olga Konon                    | 21:11 21:7        |
| Herrendoppel | Vitaliy Durkin Alexandr Nikolaenko   | Thomas Tesche Jochen Cassel   | 21:17 21:15       |
| Damendoppel  | Ekaterina Ananina Anastasia Russkikh | Valeria Sorokina Nina Vislova | 21:15 21:14       |
| Mixed        | Alexandr Nikolaenko Nina Vislova     | Nikolai Ukk Tatjana Bibik     | 21:17 21:14       |